# Iglesia fortificada de Biertan
La iglesia fortificada de Biertan (en rumano: Biserica fortificată din Biertan, en alemán: Kirchenburg von Birthälm) es una iglesia fortaleza luterana en Biertan, distrito de Sibiu, en la región de Transilvania de Rumanía. Fue construida por la comunidad étnicamente alemana de sajones de Transilvania en el siglo XV época en la que estas áreas pertenecían al reino de Hungría. Una inscripción en el arco triunfal que muestra el año 1522, podría indicar el año de su finalización.
Por un breve tiempo fue una iglesia católica consagrada a santa María. Pasó a ser luterana tras la Reforma, cuando el sacerdote local Lukas Unglerus (1526-1600) fue nombrado obispo de la iglesia protestante, y fue la sede de la Iglesia Evangélica de Confesión Augustana en Rumanía, centro espiritual de la comunidad sajona transilvana hasta 1867, cuando se trasladó la sede episcopal.
Junto con algunos pueblos próximos, Biertan forma parte del sitio «Aldeas con iglesias fortificadas de Transilvania» del Patrimonio de la Humanidad de la UNESCO (n.º ref. 596bis-001).

## Historia

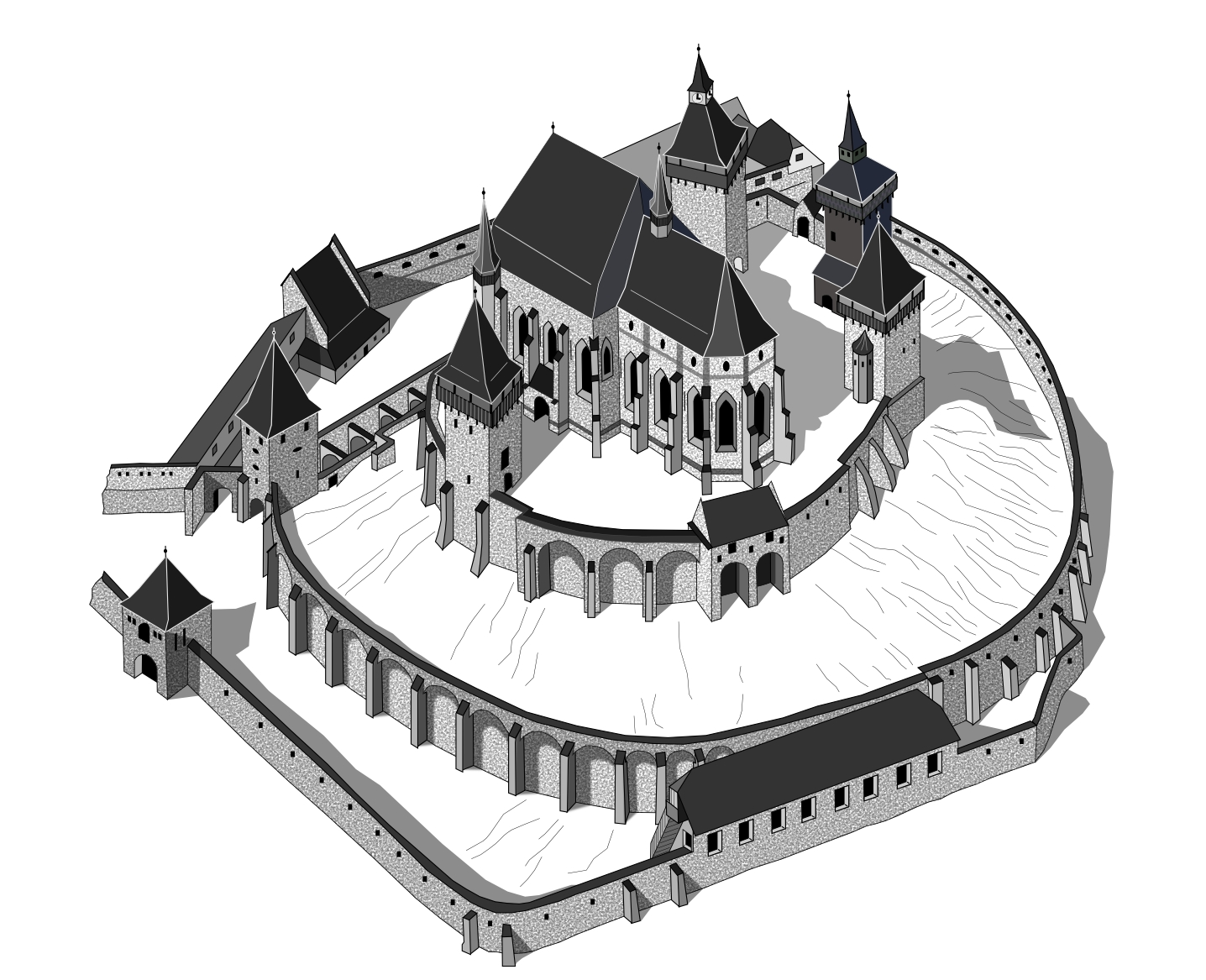
Dibujo isométrico de la iglesia fortaleza realizado por Hermann Fabini, uno de los principales restauradores.

El pueblo fue fundado con el nombre de Birthälm probablemente entre 1224 y 1283, en terreno de fundo regio del área de las Zwei Stühle de Mediasch y Schelk. Alrededor de 1315, esta región obtuvo los derechos establecidos en la Carta Dorada de 1224, convirtiéndose un mercado principal.
Se menciona por primera vez una iglesia, probablemente románica, en 1402. Con la recuperación económica, la actividad constructora en el lugar también se incrementó. En la última década del siglo XV comenzó la construcción de la iglesia gótica tardía de tres naves que aún existe en la actualidad.
Durante la guerra de los kuruc (1703-1711) la iglesia fue saqueada. En 1977, el terremoto de Vrancea dañó el complejo, que sería restaurado de 1983 a 1989.
En 1993, la localidad de Biertan y su iglesia fortaleza fueron declarados Patrimonio de la Humanidad de la UNESCO. En 1999, se amplió y modificó añadiendo otros seis pueblos con iglesias fortalezas, bajo la denominación de «Aldeas con iglesias fortificadas de Transilvania» (n.º ref. 596bis-001). La iglesia-fortaleza está también registrado como Monument istoric  en la lista del ministerio de Cultura de Rumanía.

## Descripción

### Fortificaciones y torres

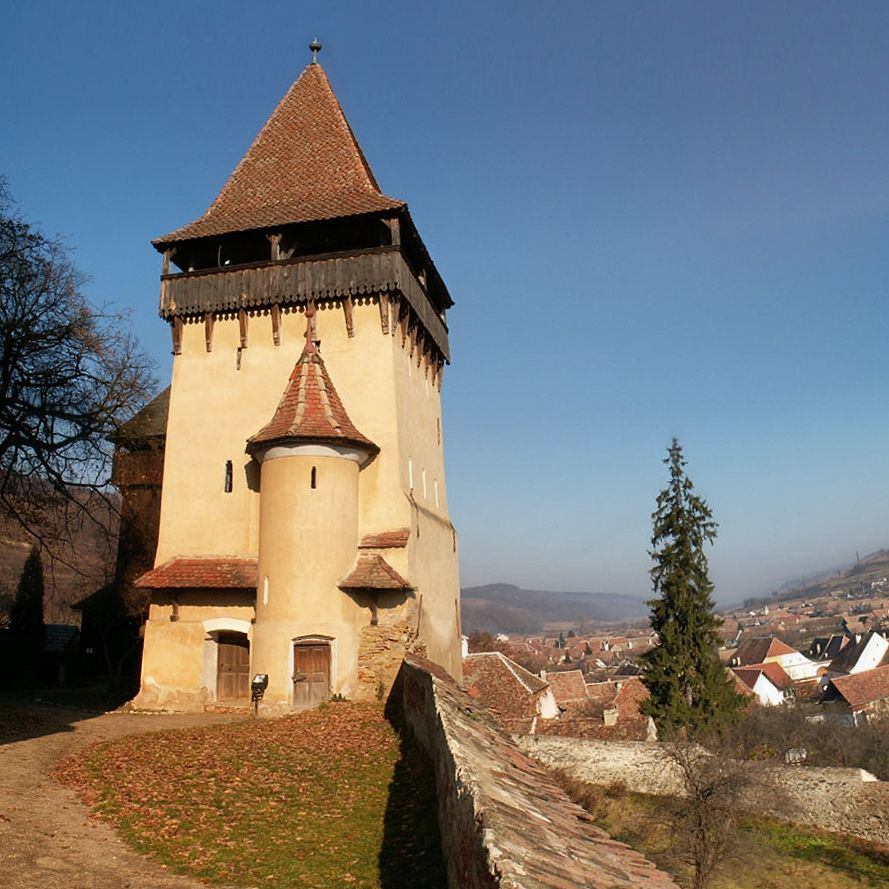
Torre del Mausoleo y recinto amurallado central.

Hubo que construir fortificaciones para ejercer los derechos de defensa otorgados por el rey. Dado que la fortificación de toda la aldea no solo habría abrumado financieramente a los residentes, sino que tampoco habría sido suficiente para defender una fortificación tan extensa, solo se fortificó la iglesia, como suele ser el caso en Transilvania.
La iglesia fortaleza de Biertan tiene tres recintos de murallas con un total de nueve torres. El recinto de la muralla interior con cuatro torres data del siglo XIV. El recinto central se construyó junto con la nueva iglesia y tiene varios arcos de refuerzo. El recinto de la muralla exterior se construyó en los siglos XVI y XVII. Como puede verse claramente en la torre del Ayuntamiento, por ejemplo, la diferencia de altura entre el recinto de la pared interior y el central es de hasta 7 m en algunos casos. Los recintos de muralla contribuyen así significativamente a la estabilidad del emplazamiento. Seis de las torres tienen tejado piramidal (la torre de las Horas, el campanario, la torre del Mausoleo, la torre Católica, la torre del Tocino y la torre de la Puerta), y dos tienen un tejado en apéndice (torre del Ayuntamiento y torre del Tejedor). 
La Torre de la Prisión estaba ubicada en el noroeste, pero en 1840 fue demolida para construir una escuela.

#### Muralla interior

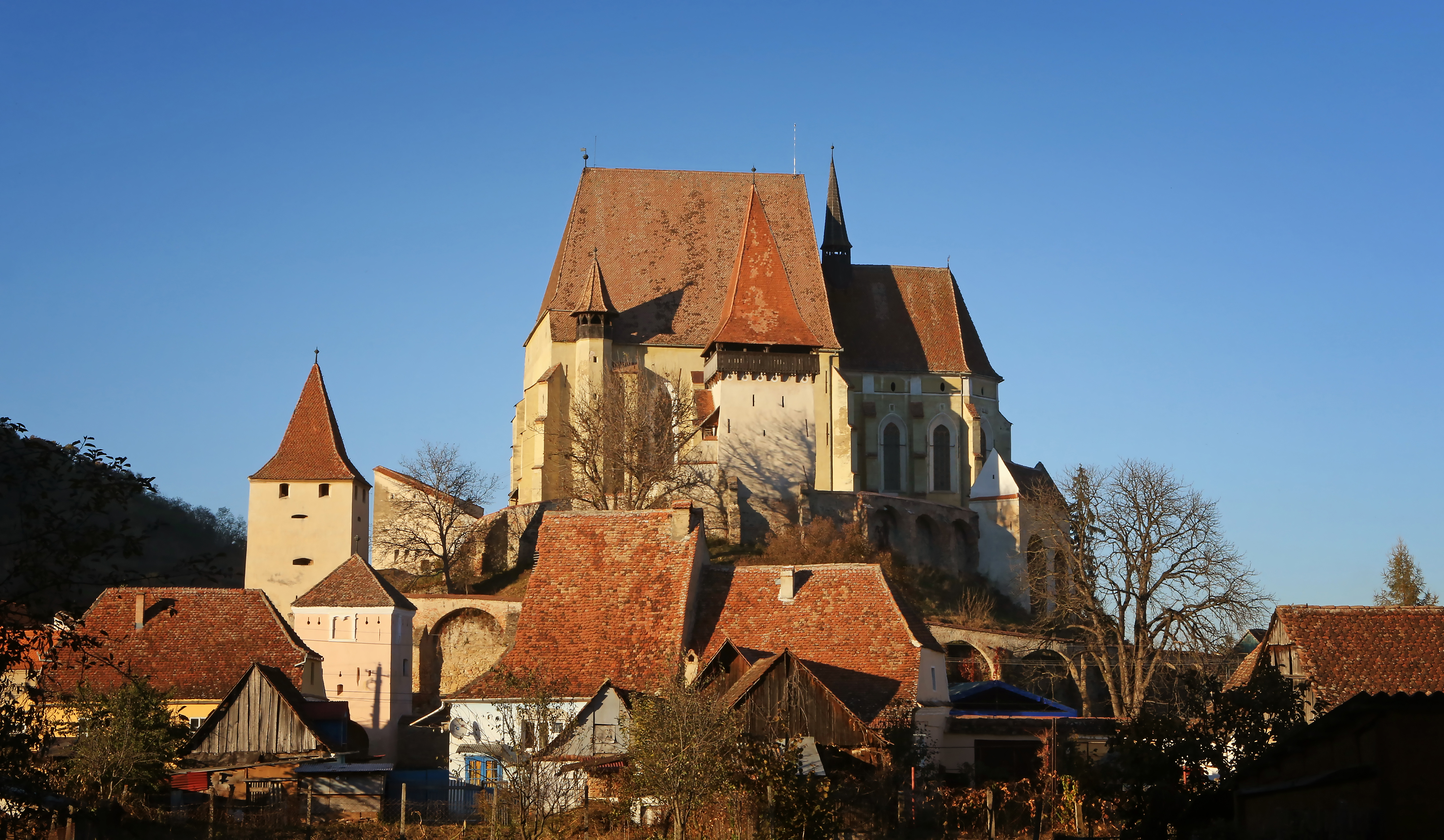
Vista desde el sur.

El baluarte del oeste del recinto de la muralla interior, la torre del Ayuntamiento, toma su nombre del ayuntamiento que anteriormente se encontraba aquí. La torre está cerca de la iglesia. Se puede acceder a su piso superior a través de una pequeña puerta a nivel del suelo desde la muralla interior. En ella se halla la cámara del consejo, que está profusamente decorada con ornamentos. Los cimientos de la torre de puerta de tres pisos conectan el muro cortina medio e interior. Junto con la torre de la puerta, hacia el sur, la torre del Ayuntamiento formaba la entrada al patio central. Los engranajes de la puerta levadiza todavía se pueden ver en el lado sur.
La torre de las Horas en el noroeste con su pasaje abovedado servía como puerta de entrada a las fortificaciones interiores. Los canales por los que se deslizaba un rastrillo se han conservado en los pilares del arco occidental. El edificio de cuatro pisos tiene almenas de madera y parapetos. El reloj está en una torreta sobre el tejado en forma de pirámide. El reloj lleva la inscripción "Josef Roth-Uhrmacher-Kronstadt 1883". Hay diales en tres lados de la torre del reloj.
En el extremo norte del recinto de la muralla interior se encuentra el campanario, que es la única torre construida íntegramente en madera. La estructura de madera portante está panelada con tablas verticales, el techo está cubierto con tejas de madera.
La torre del Mausoleo se encuentra al noreste del recinto interno. Sus tres pisos están equipados con aspilleras. La torre tiene una almenas de madera y un tejado piramidal. Una pequeña torre de escalera en el lado sur conduce a los pisos superiores. Desde 1913, las losas y epitafios de los obispos y dignatarios que una vez estuvieron enterrados en la iglesia se han colocado en las paredes interiores del primer piso. La losa de la tumba de una cripta comunitaria está incrustada en el suelo en el medio de la habitación.
En el sureste hay un baluarte y la llamada «casa del divorcio», que servía para reconciliar a las parejas en disputa al mantener a la pareja en un espacio reducido hasta que se tomara una decisión sobre su relación.
La «torre católica» en el extremo sur fue utilizada por los pocos sajones de Transilvania que conservaron la religión católica. En el interior hay una pequeña capilla (aprox. 1520-1530), que está ricamente decorada con frescos.

#### Muralla central
Entre el recinto del medio y la muralla interior el acceso cubierto arbotantes al interior a castillo pasa a lo largo de la muralla. La torre del Ayuntamiento conecta como paso de puerta interior con el recinto de muralla central, y se accede por la torre del Tocino en el noroeste en el recinto murario exterior.

#### Muralla exterior
El recinto de la muralla exterior es accesible por el sur a través de la Torre de la puerta sur. En el oeste está la Torre del tejedor. Desde la puerta de entrada del noroeste, una escalera que está parcialmente cubierta con tejas de madera ofrece acceso directo al recinto de la muralla interior, que llega al oeste del campanario.

### Iglesia

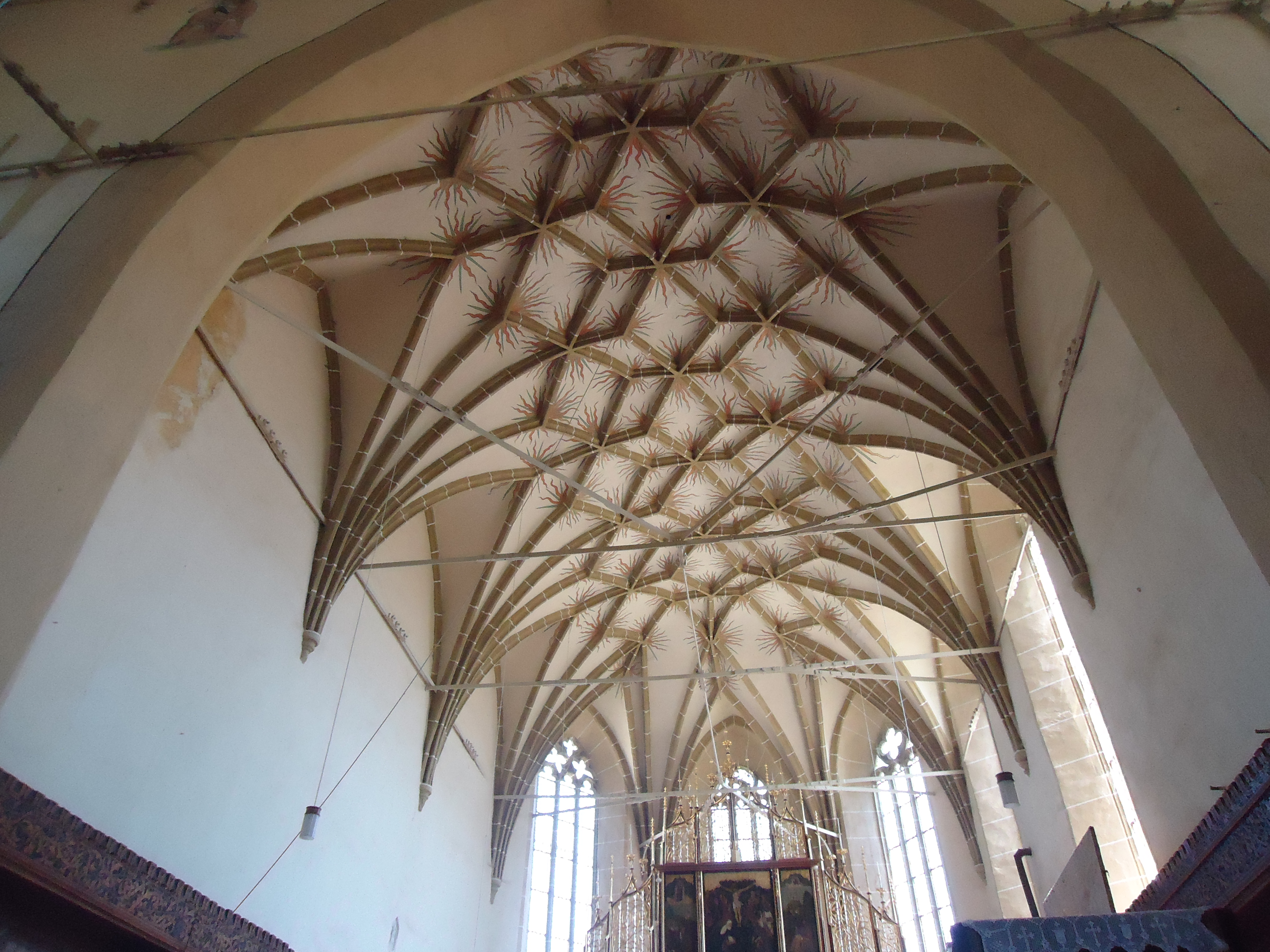
Bóveda de la nave.

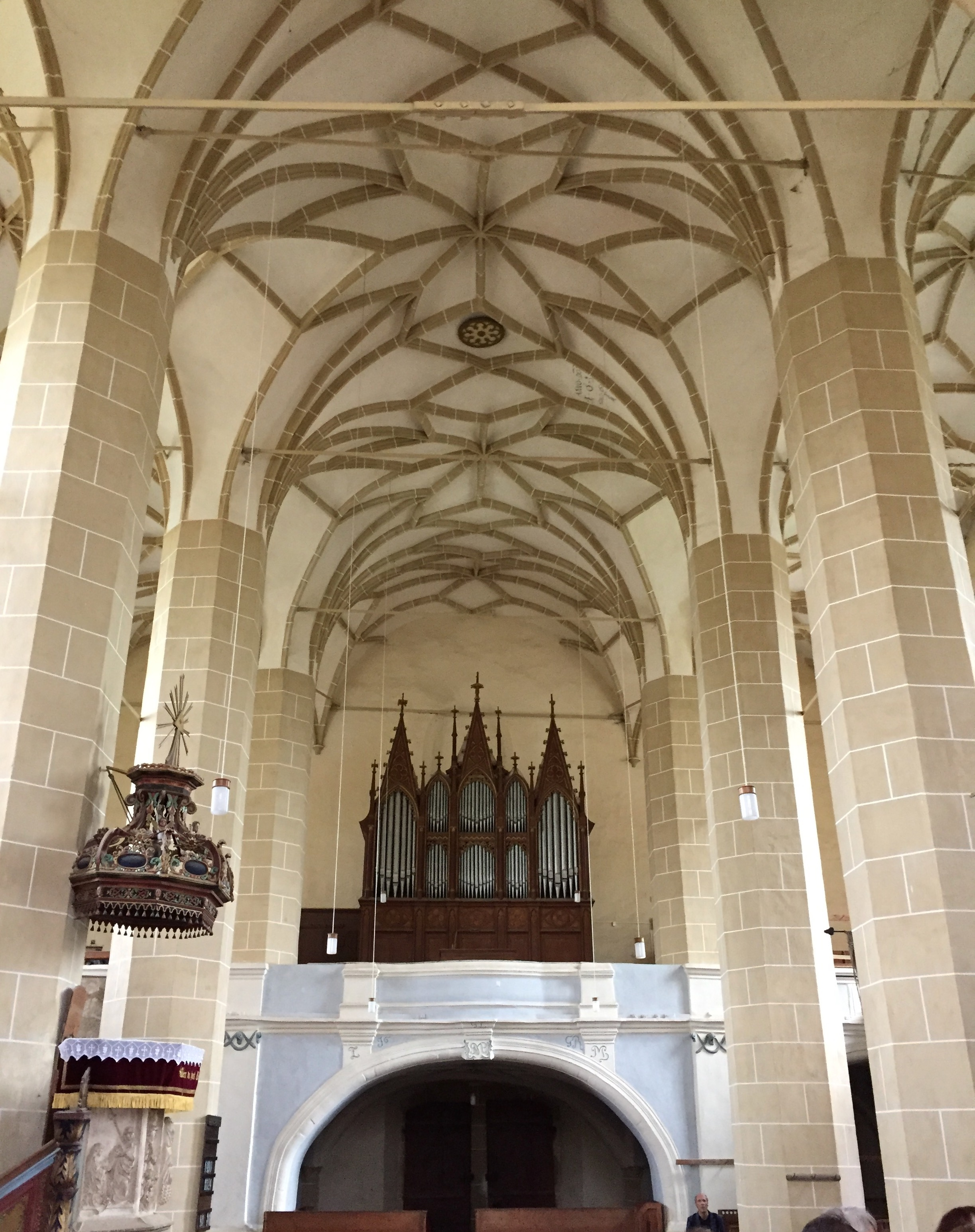
Nave central y galería occidental.

La iglesia está ubicada en la zona más alta de la meseta de la colina, que se eleva a unos 20 m sobre el valle de un arroyo en el este del pueblo. Se apoya sobre una cornisa base de piedra caliza excavada. Contrafuertes escalonados sostienen las paredes del coro y la nave desde el exterior. Debido al limitado espacio disponible en la meseta, la planta del edificio es casi cuadrada: la nave tiene 16 m de alto, 20 m de ancho y solo 26 m de largo. El coro estrecho de 18 m de largo de la iglesia tiene una proporción poligonal 5/8. Sobre el coro quedan restos de un piso defensivo con almenas y pretil.
La nave está cubierta con un tejado a dos aguas de tejas lisas. Hacia el oeste, un peto cierra el frente del tejado. El coro también está cubierto con tejado a dos aguas, la sacristía con techo remolcado.
Torres de escalera se unen al exterior de las fachadas oeste, norte y sur. Una escalera en la torre norte conduce desde el exterior a la galería del órgano y la armadura del techo, la torre sur conduce al el interior de la iglesia. La sacristía está adosada al lado norte del coro y se puede acceder desde el interior a través de una puerta en el muro norte del coro. Desde el interior de la sacristía, en el muro este, se accede a una pequeña escalera adosada al exterior.
El coro y la sacristía de dos pisos tienen bóvedas reticuladas. La nave de cuatro tramos, formada por tres naves de casi la misma altura, está cubierta por una bóveda estrellada, las nervaduras de la bóveda (de estuco) convergen sin claves. Tres pares de pilares octogonales sostienen la bóveda, cuyas nervaduras descansan en los muros laterales sobre ménsulas. Las áreas abovedadas entre las nervaduras están pintadas pintadas de marrón en el coro, la nave y la sacristía, y están subdivididas con juntas blancas, tienen además motivos de lengua pintados y rayas puntiagudas verdes en el coro.
En el arco triunfal, dos consolas de colores están diseñadas como cabezas de necio, cuyos cuerpos están pintados en las paredes. En la pared del arco triunfal hay una cinta con una inscripción en minúscula gótica: anno natalis Domini n [ost] ri 1522, que podría indicar la finalización del edificio. Debajo, una inscripción más larga (ahora restaurada) conmemora al “Herr baccalaureus Johannes”, quien en su testamento había decretado una donación en beneficio de la iglesia. A la izquierda de la inscripción se puede ver el escudo de armas de la ciudad de Mediaș, y a la derecha otro escudo de armas, quizá gremial. 

#### Inscripción en el arco triunfal
Este lugar sagrado fue construido a expensas y gracias al esfuerzo del venerable señor baccalaureus Johannes, quien en ese momento ocupaba el cargo de parochus, seguido de su sobrino, el magister Lucas, quien luchó por completar la obra basada en las órdenes testamentarias, también gracias al arduo trabajo del albañil Jakob (el cantero), ciudadano de Sibiu.
Erecta est hec edis sacra ac instituta impendijs venerabilis / do[min]i baccalaurij iohan[n]is qui tum parochiani fungebatur munere / quem tandem eiusdem nepos magister lucas subsecutus, eandem ex / sua legatione testamentali finire per industriam iacobi cementarij / civis cibiniani curavit.

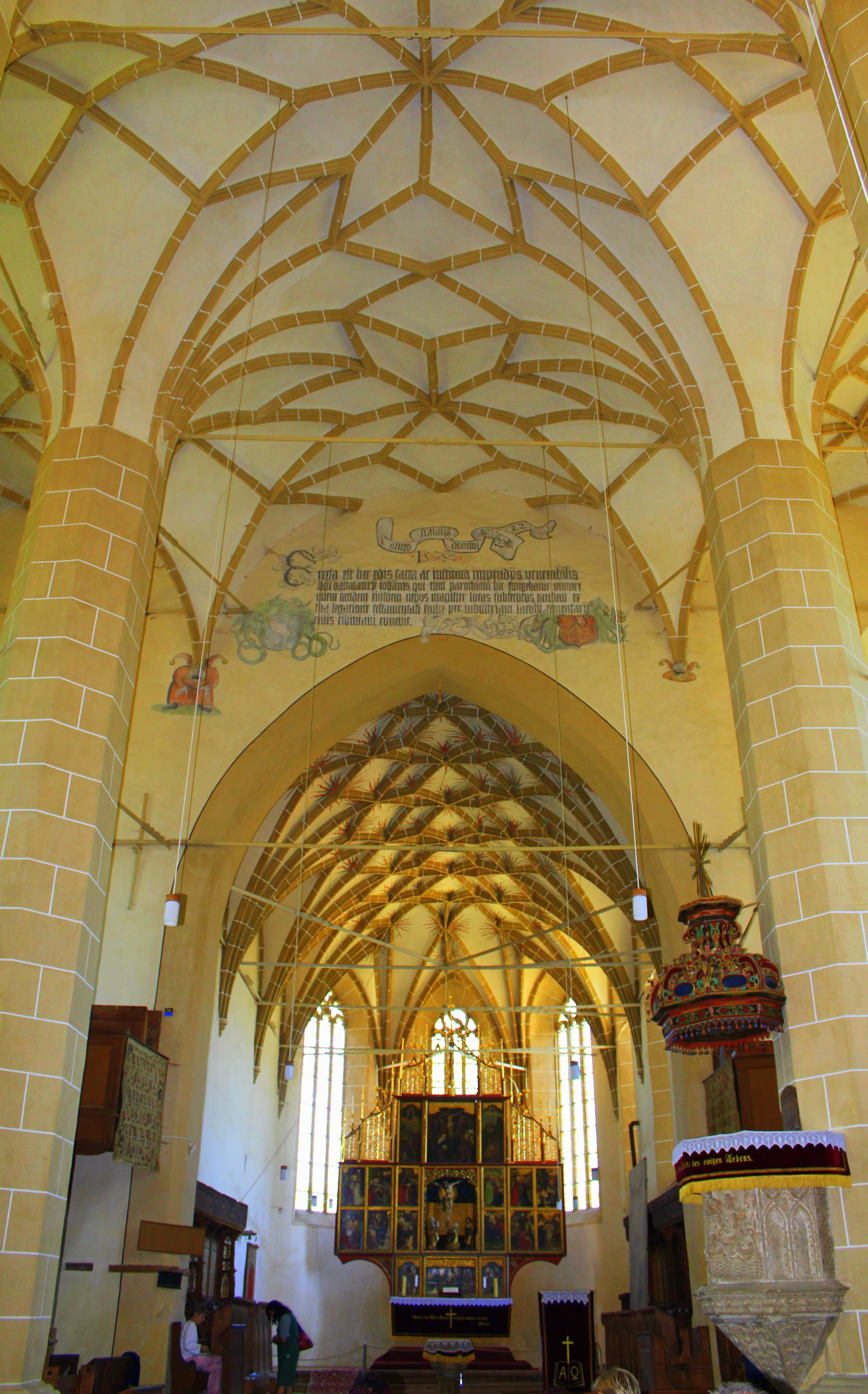
Arco triunfal con la inscripción.

La losa sepulcral más antigua de la torre del Mausoleo lleva las letras "IO", que también se pueden encontrar en un escudo en el altar mayor y en la puerta de la sacristía. Müller (1857) y Salzer (1881) asignan estas iniciales al pleban (presbítero) Johannes (†1526). De esta manera, el pastor Johannes demuestra ser un importante donante y patrocinador de la construcción y decoración de la iglesia de Biertan.
En la segunda mitad del siglo XVIII, en la época del rococó, se construyó en el oeste un espacio para el órgano con paredes de piedra. Hay tres ventanas ojivales altas en los muros norte y sur y dos en el muro oeste. Una tercera ventana en el medio del muro oeste fue tapiada cuando se construyó la galería del órgano. Las pasarelas de piedra dividen las ventanas de la nave en dos o tres secciones. Los campos de arcos están estructurados por tracería de motivos cuadrifolios y burbujas de pez sobre arcos de trifolio. Están vidriados con vitrales verdes y amarillentos insertados en varillas de plomo.
El terreno del edificio se inclina hacia el coro y es por eso que en el coro está tres escalones más alto que la nave. Aquí, también, las nervaduras del arco sin claves forman una bóveda de red que descansa lateralmente sobre las consolas. En el extremo poligonal del coro hay tres ventanas adicionales, y dos en el sur, divididas en tres por arcos. Una tracería gótica tardía con cuadrifolios y burbujas de pez sobre arcos de tres pasos estructuran las ventanas altas y estrechas.
Los tirantes absorben el empuje en toda la bóveda, la red de anclaje en el coro es particularmente estrecha y en varios niveles.

### Portales

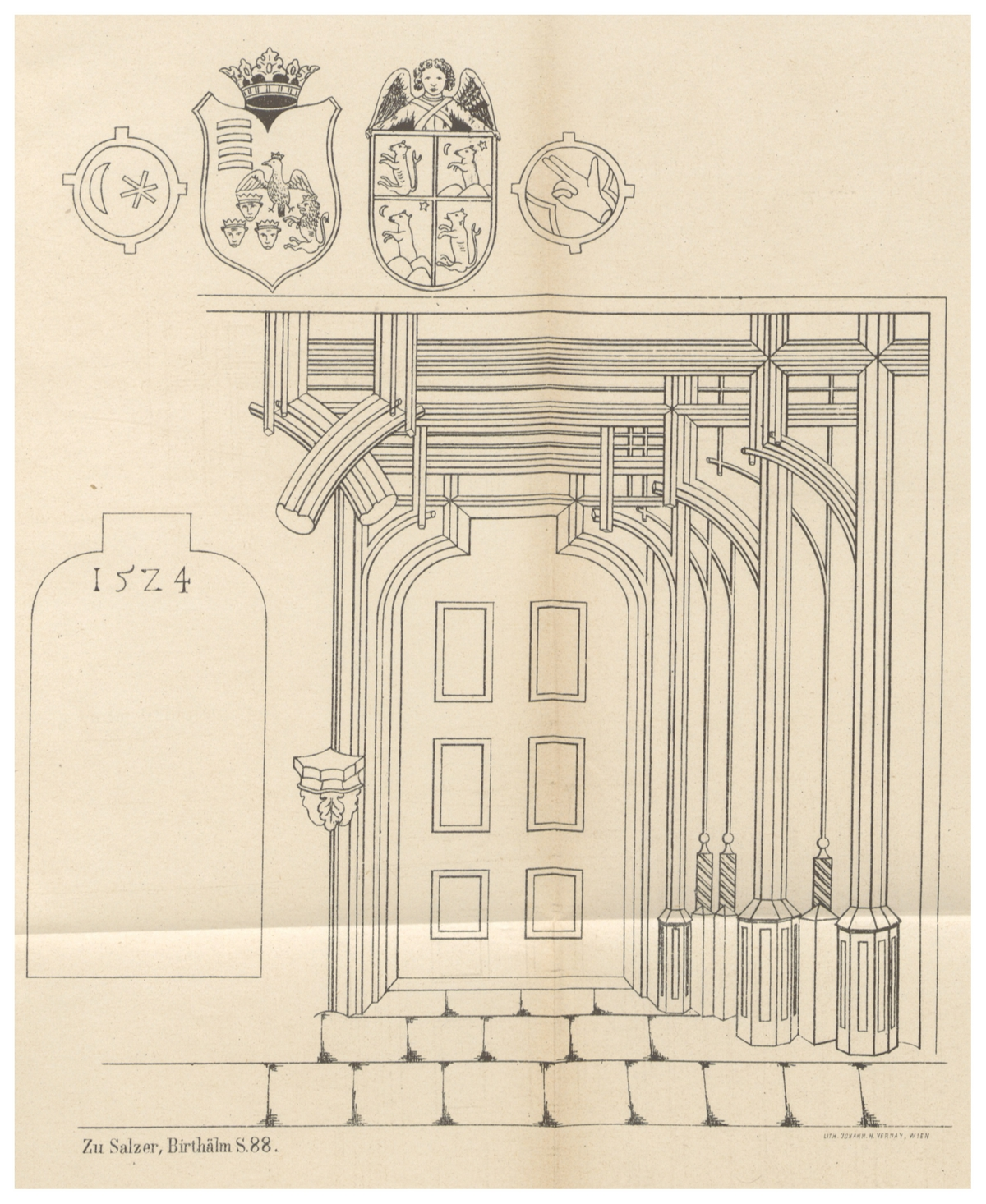
Esquema del portal occidental.

El portal occidental, de doble puerta, es uno de los más importantes esculpidos en Transilvania, con sus ricos entramados y el falso arco con pilares centrales. Las armas del rey Ladislao II Jagellón de Hungría (1490 - 1510) y del voivoda Juan I Zápolya (1510 - 1516) sobre el portal apuntan a un origen entre 1510 y 1516. En el espacio sobre el portal de la izquierda, esta grabado el año 1524. Dos medallones a la izquierda y a la derecha de los dos escudos de armas muestran una Schwurhand, una estrella de seis puntas y una luna creciente. En la consola vacía del pilar central hubo probablemente una estatua. quizá la representación de la patrona de la iglesia. María Los portales opuestos sur y norte, renacentistas, tienen jambas perfiladas y están enmarcados por una banda de arabescos. En la parte superior se completa por una cornisa escalonada. El portal norte de la nave de la iglesia tiene un relieve de palmetas, crestas ondulantes y estilizadas rosetas en el marco de la puerta.

### Sacristía
La planta baja de la sacristía posee una bóveda de crucería. En la pared oriental, una escalera de caracol asciende por la torre de escalera situada en el exterior. El piso superior está cubierto por una bóveda de cañón. En los dos pisos hay dos ventanas con arco apuntado y tracería simple.
La puerta de la sacristía, con un complicado sistema de diecinueve cerraduras, fue realizada por artesanos locales en 1515, y fue premiada en la Exposición Universal de 1900 de París. Es un ejemplo representativo de la fabricación medieval sajona, por las incrustaciones y el sistema de cierre original, que aún funciona.

## Interior

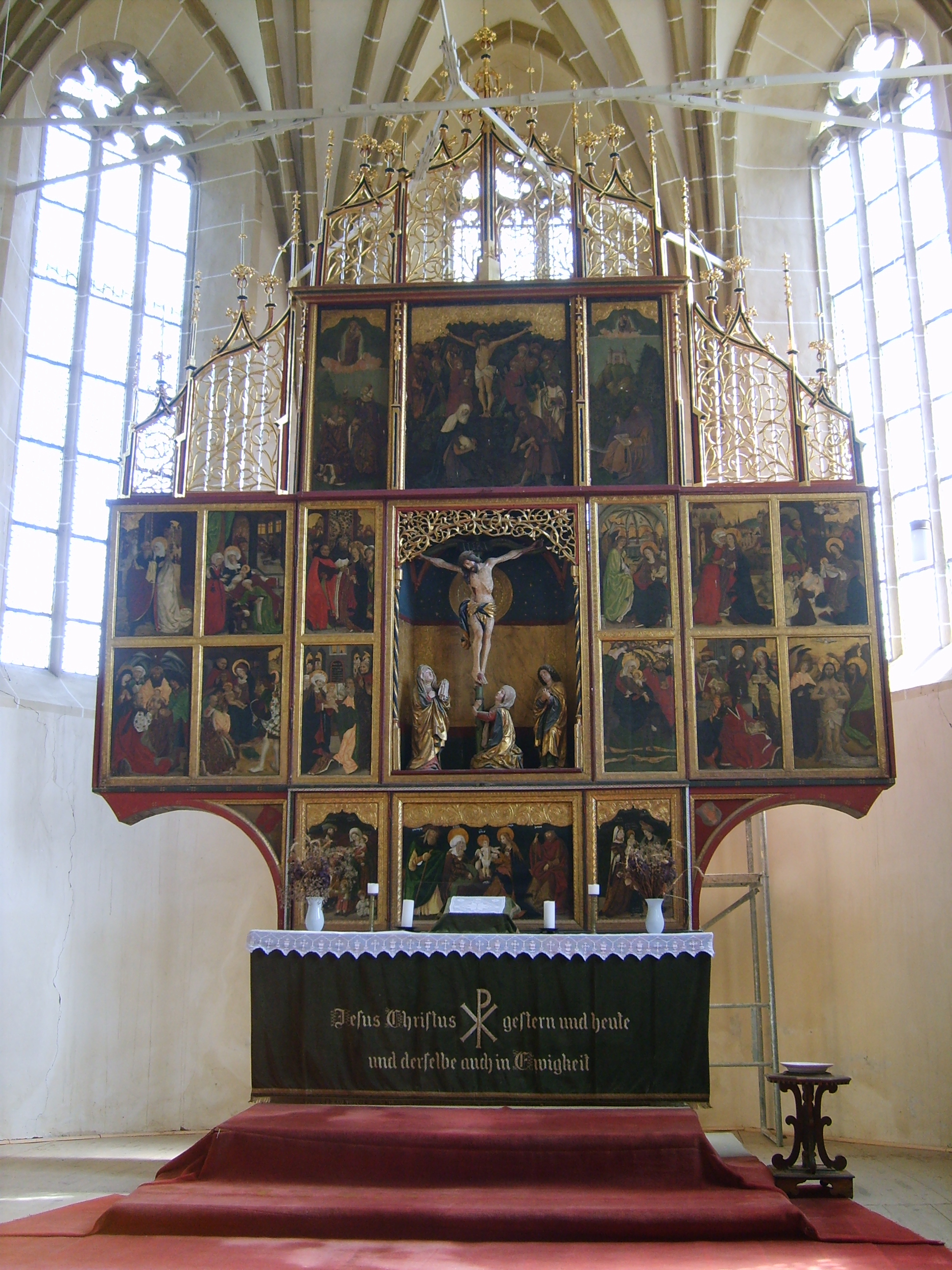
Retablo de Biertan.

### Retablo de Biertan
En el espacio de coro de la iglesia se encuentra un políptico gótico tardío. En lado abierto, de día festivo, hay dieciocho pinturas que muestran la vida de María y una escena de la Crucifixión en el centro del retablo. En el lado cerrado, de día laborable, hay otros diez tableros. Las pinturas proceden de cuatro maestros diferentes de los siglos XV y XVI.

### Púlpito

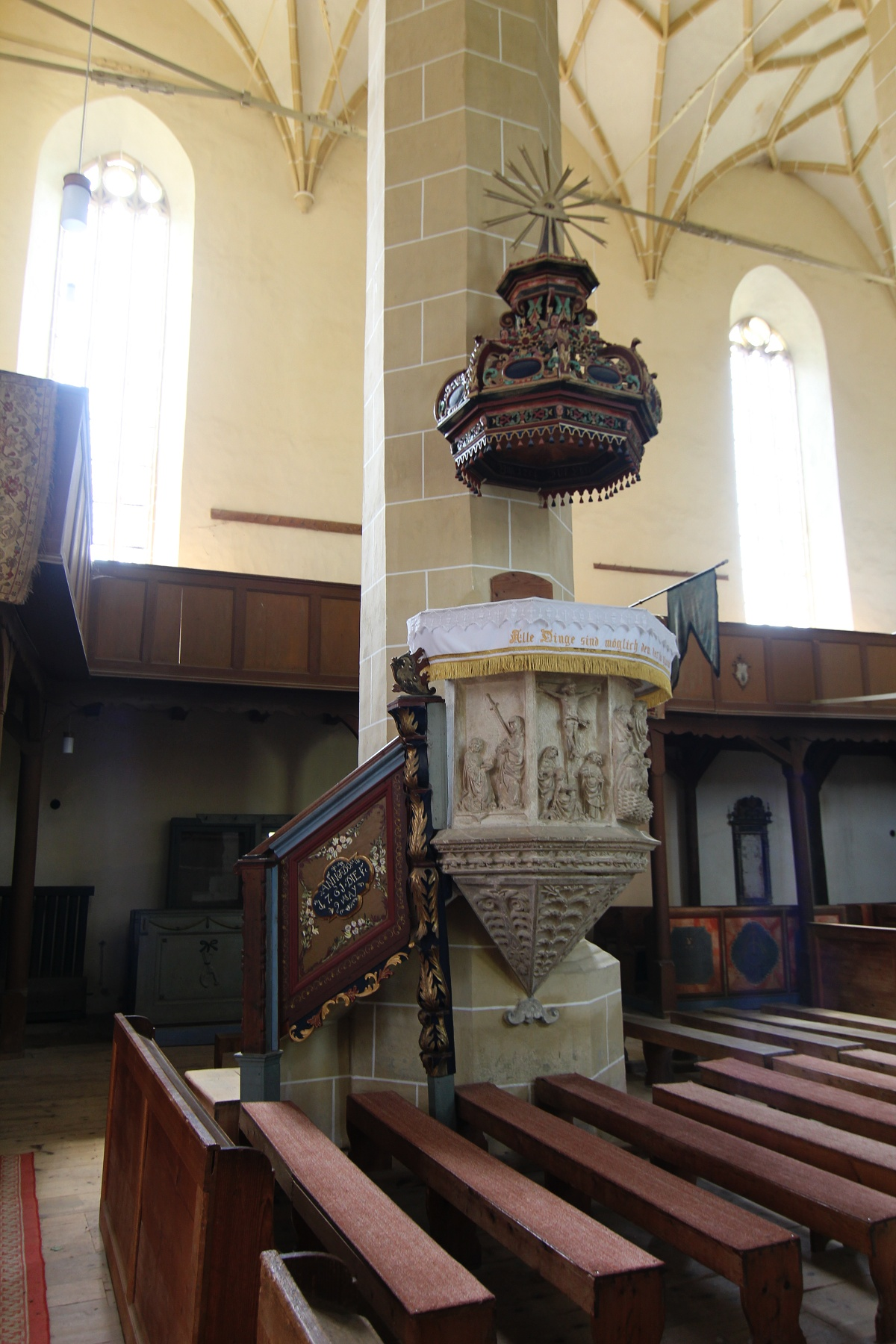
Púlpito.

El púlpito de arenisca el pilar del sudeste tiene varias partes. Tres relieves en la tribuna contienen escenas de la vida de Jesús: la Bendición de María, la Crucifixión de Jesús y el Monte de los Olivos. Otras dos superficies están decorados con tracería. En la base del púlpito se indica grabado el año 1596. Es obra, alrededor de 1500 de Ulrich de Brașov, con influencias del sur de Alemania. Un bello tornavoz barroco, ricamente tallado y chapado en oro, corona el púlpito, y puede ser datado en 1754.

### Pilas bautismales
Las pilas bautismales góticas de arenisca están fechadas en el siglo XVI. El interior de la pila con forma de cáliz tiene un revestimiento de cobre con una tapa barroca. El pedestal de la pila no es visible al estar hundido en el suelo de madera.

### Sillería

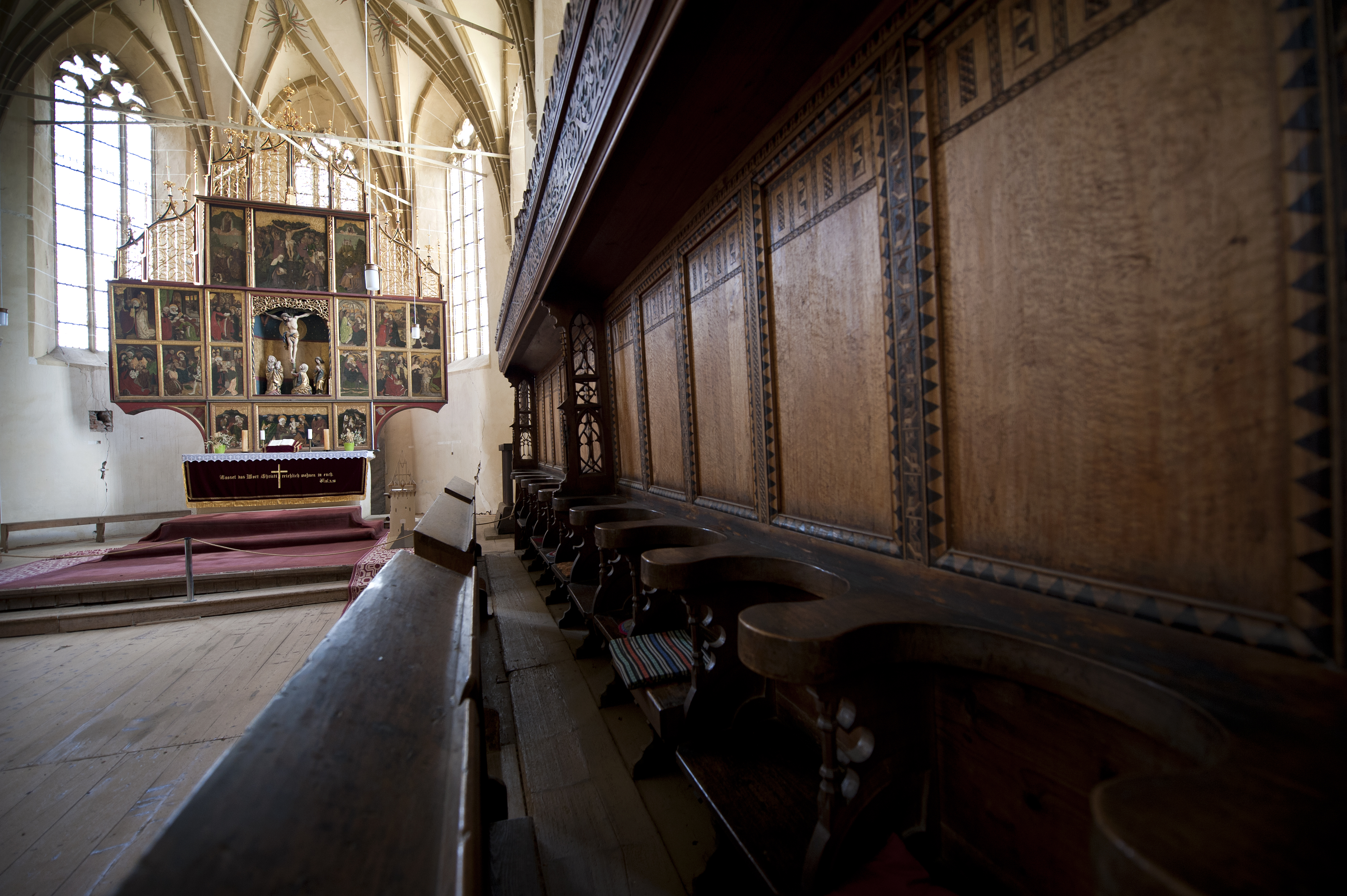
Una de las dos sillerías del coro.

En el interior se han conservado cinco sillerías medievales (dos sillerías de coro y tres sillerías de nave) de madera de tilo tallada decoradas con lujosas taraceas. En una de las dos sillerías de coro, está grabado el año 1514, dando una indicación de la fecha de la obra. El maestro carpintero Johanne Reychmut Schäßburger debe haber elaborado las sillerías entre 1514 y 1523.

### Órgano
El órgano del coro occidental fue construido en 1833 por el organero vienés Carl Hesse. En 1994 fue restaurado por el organero de Hermannstadt Hermann Binder, y en 2006 por Ferdinand Stemmer (del taller de órganos de Hărman) de nuevo, añadiendo algunas partes ausentes y todavía voces de lenguas ausentes (el fagot 16 ′ y trombón 16 ′) eran completadas. Es completamente funcional. Los registros y tracción son mecánicos.

### Banderas gremiales y alfombras
La decoración del interior también incluye banderas gremiales y alfombras turcas. La bandera gremial de los tejedores de lana (1691), la de los roderos, sastres (1792), profesores (1802), peleteros y zapateros se hallan en el interior. En las paredes se encuentran varias alfombras turcas que forman parte del objeto de patrimonio alfombras de Transilvania.

## Lápidas de la torre del mausoleo
Desde 1913, se han colocado nueve lápidas y epitafios en el muro de la torre del Mausoleo, principalmente de obispos, y obra de Elias Nicolai de Sibiu. Estas lápidas se hallaban anteriormente en el coro de la iglesia. Dos años antes de la ley que prohibía los enterramientos en las iglesia (1805) se habían retirado ya a la sacristía. Fueron descritas por primera vez por Friedrich Müller en 1857. Basándose en sus inscripciones pudo identificar las lápidas del reformador local Franz Salicaeus Weidner (fall. 1567) y los obispos locales Lukas Unglerus (fall. 1600), Mathias Schiffbaumer (fall. 1611), Christian Harass (fall. 1686), Christian Barth (fall. 1652), Georg Theilesius (†1646), Franciscus Graff (fall. 1627) y Zacharias Weyrauch (fall. 1621)

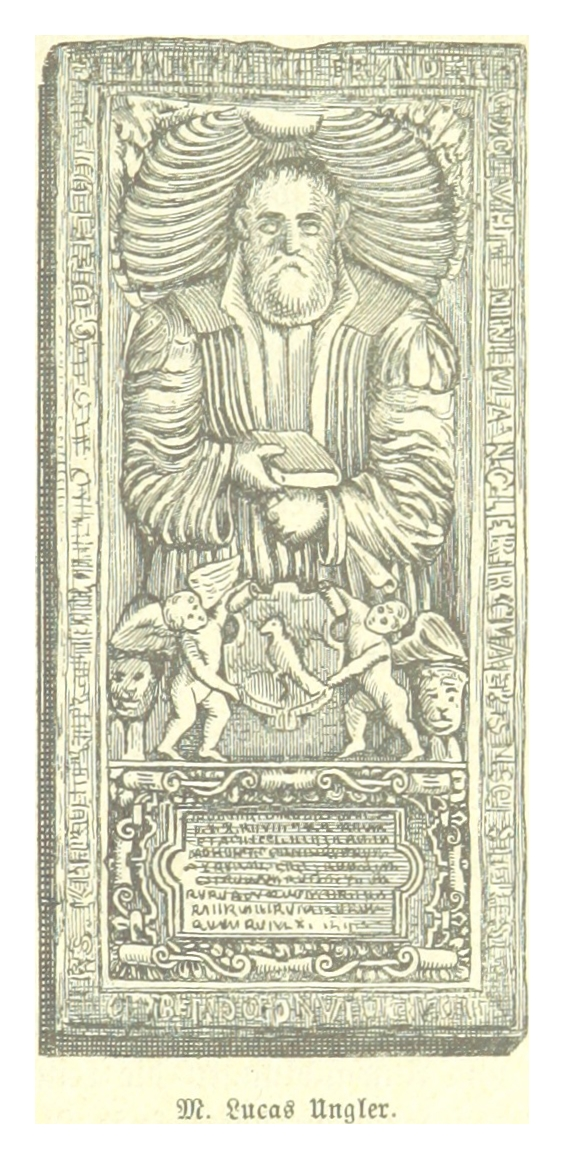
Mathias Lucas Ungler (en el cargo 1567-1600).
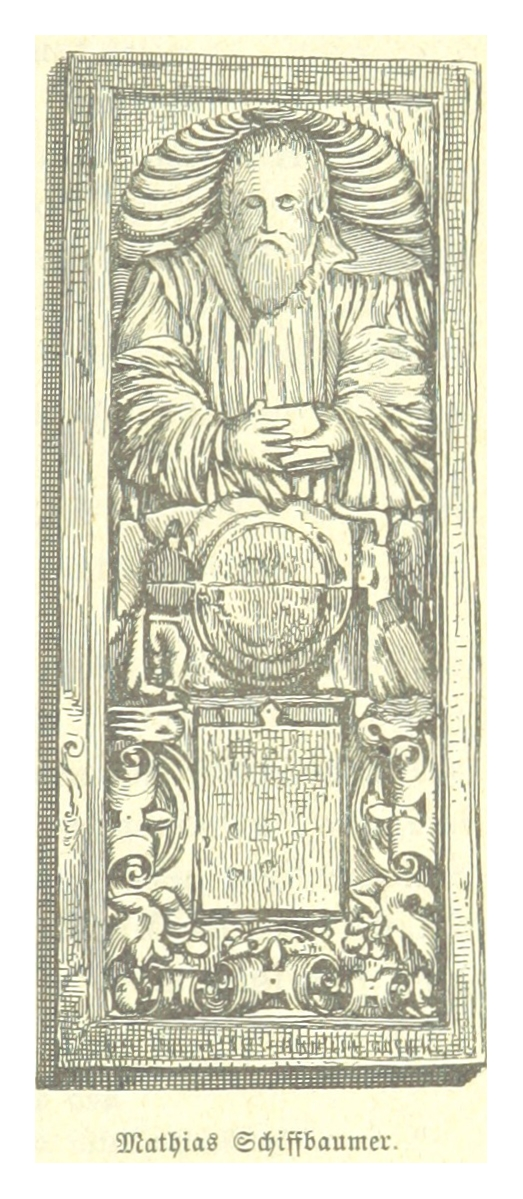
Mathias Schiffbaumer (en el cargo 1600-1611).
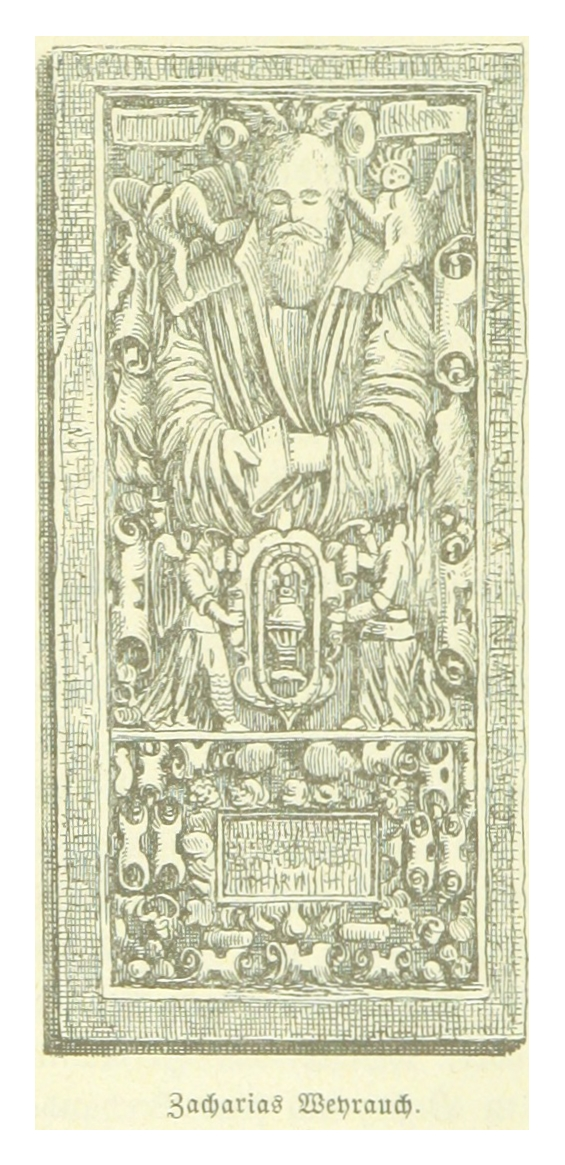
Zacharias Weyrauch (en el cargo 1613-1621).
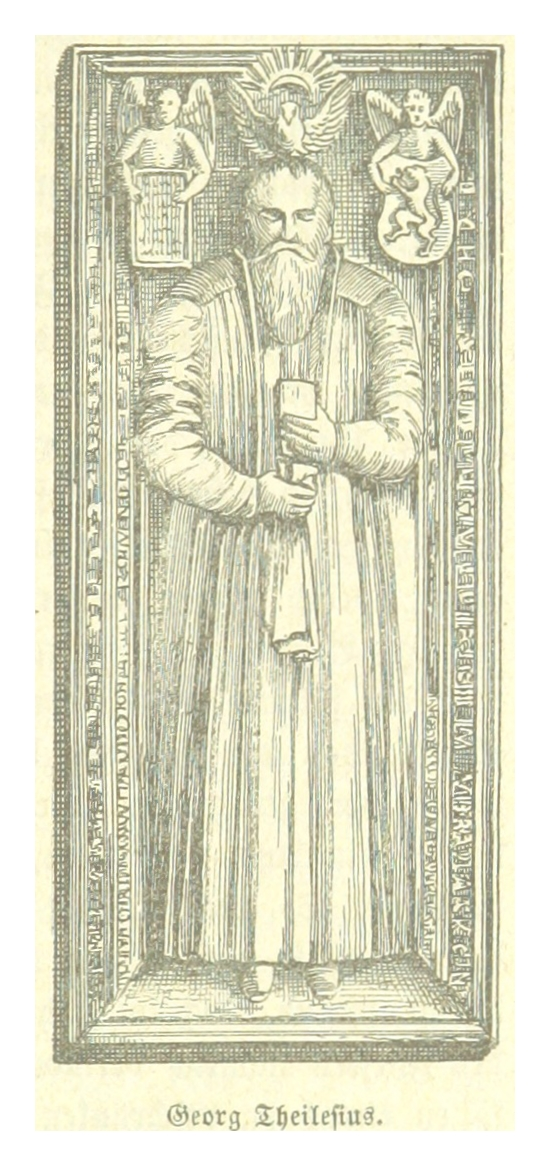
Georg Theilesius (en el cargo 1627-1646).

## Trabajos de restauración
Durante el terremoto de Vrancea de 1977, algunos de los arcos fajones de la bóveda se rompieron. Desde 1979 la bóveda del coro fue restaurada retirándola parcialmente y colocando en su lugar una nueva cubierta, cuyos arcos de ladrillo fueron añadidos a la bóveda tardogótica, y se colocaron nuevos vitrales. Las pinturas de los muros quedaron expuestas, viendo la luz por primera vez desde la Reforma la decoración original polícroma del interior. El tejado y la estructura sobre la que se asienta fueron restaurados, así como los contrafuertes de los muros exteriores. A continuación fueron restauradas la torre Católica, la torre de la Puerta y la torre del Mausoleo, así como las murallas del recinto exterior, los muros de los zwingers y la torre de la puerta exterior. Tras la revolución rumana de 1989, uno de los edificios fue convertido en alojamiento. El responsable del proyecto de restauración, el arquitecto Hermann Fabini, recibió la medalla «Europa Nostra» en 1991.
Durante el tiempo de restauración entre 1979 y 1991, la municipalidad contaba solo con los modestos medios a su disposición, así que el zócalo de piedra de la iglesia no pudo ser restaurado inicialmente, y solo sería posible hacerlo en 2004 con fondos de la Fundación Sajona Transilvana y el World Monuments Fund. Los arreglos de cemento y masilla fueron reemplazados con piedra natural y mortero de cal. El patio de la iglesia fue pavimentado con un patrón de adoquinado. Se realizaron otros trabajos en las pinturas murales de la torre Católica, cuyo tejado y escalera fueron también restaurados.

## Galería

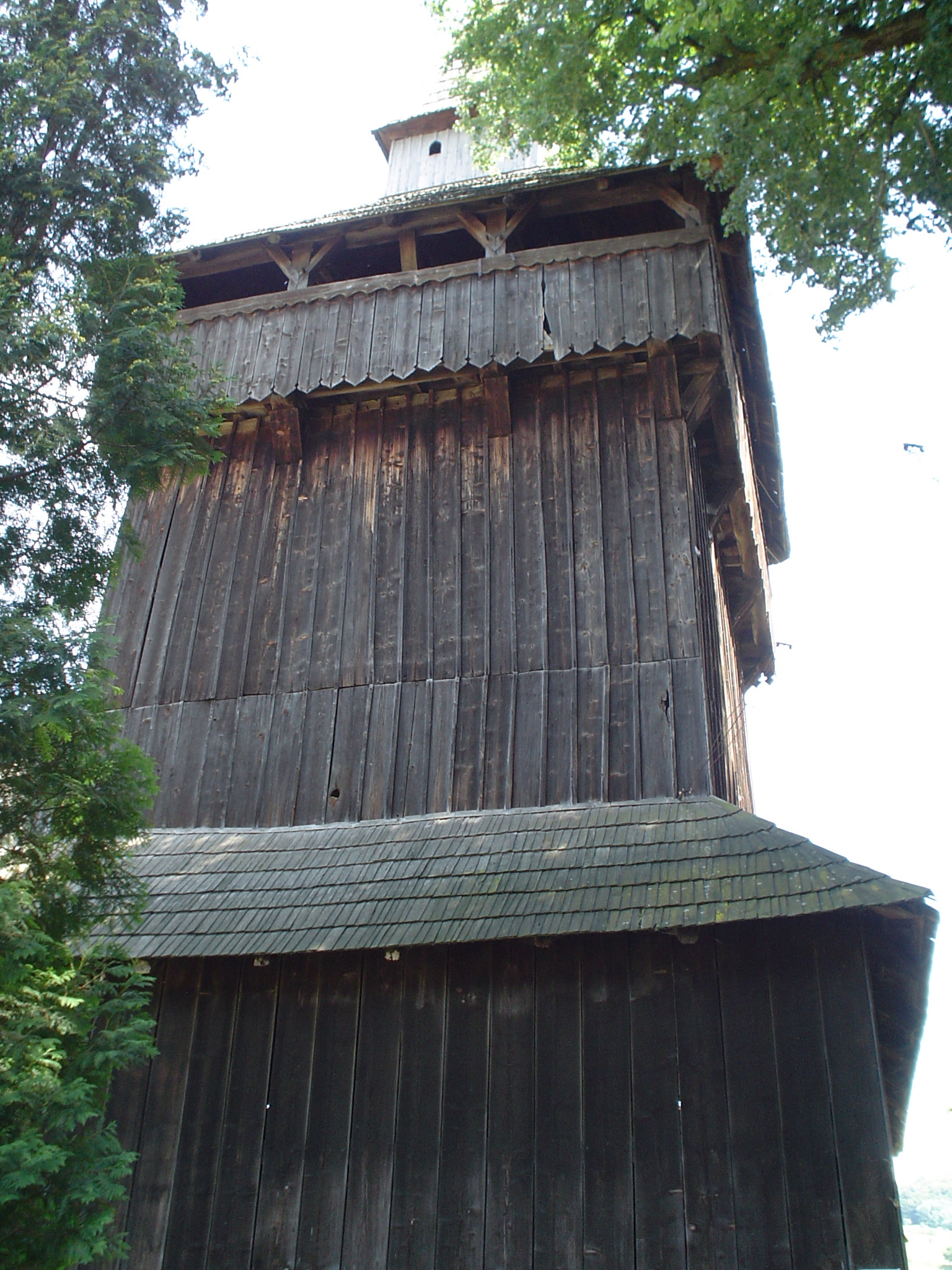
Torre de madera, campanario.
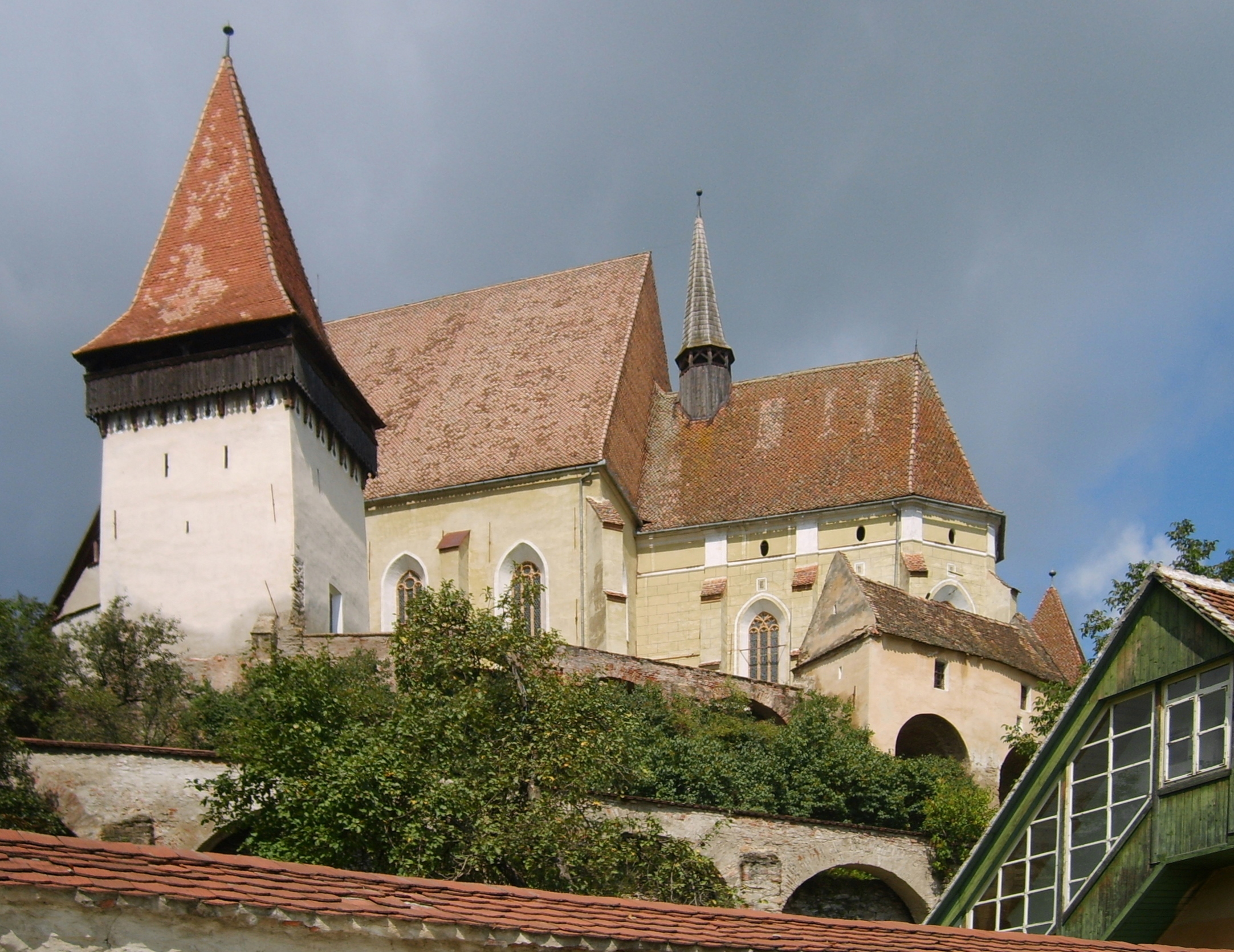
La iglesia y sus tres recintos murarios.
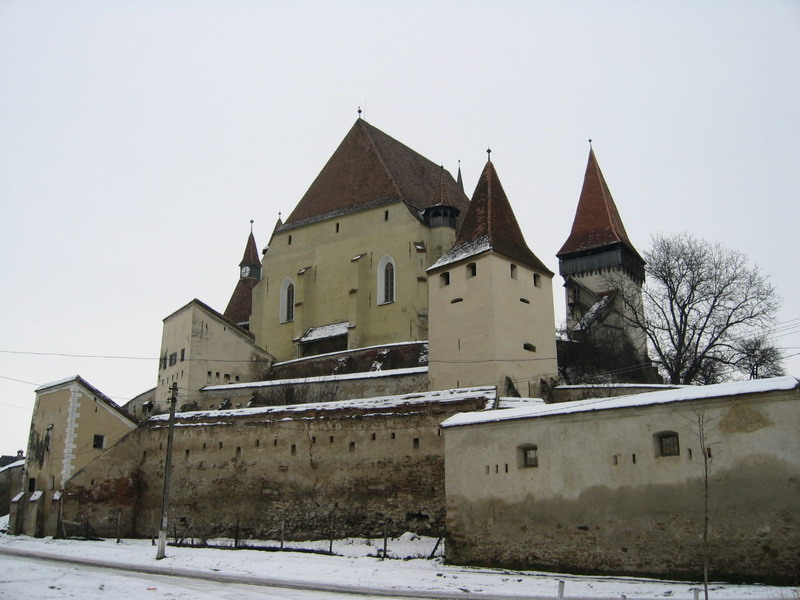
Una vista similar en invierno.
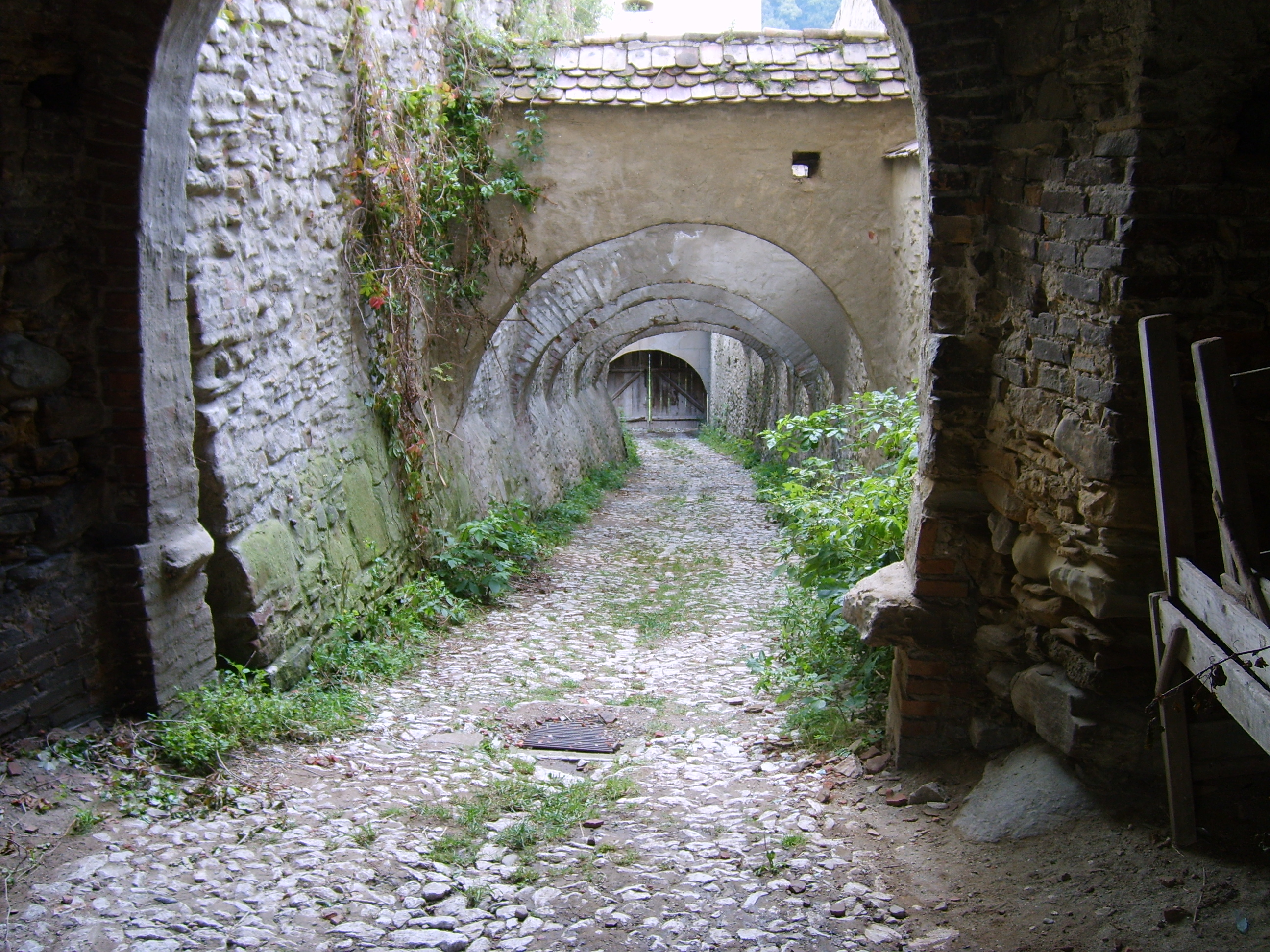
Entrada a la fortificación.
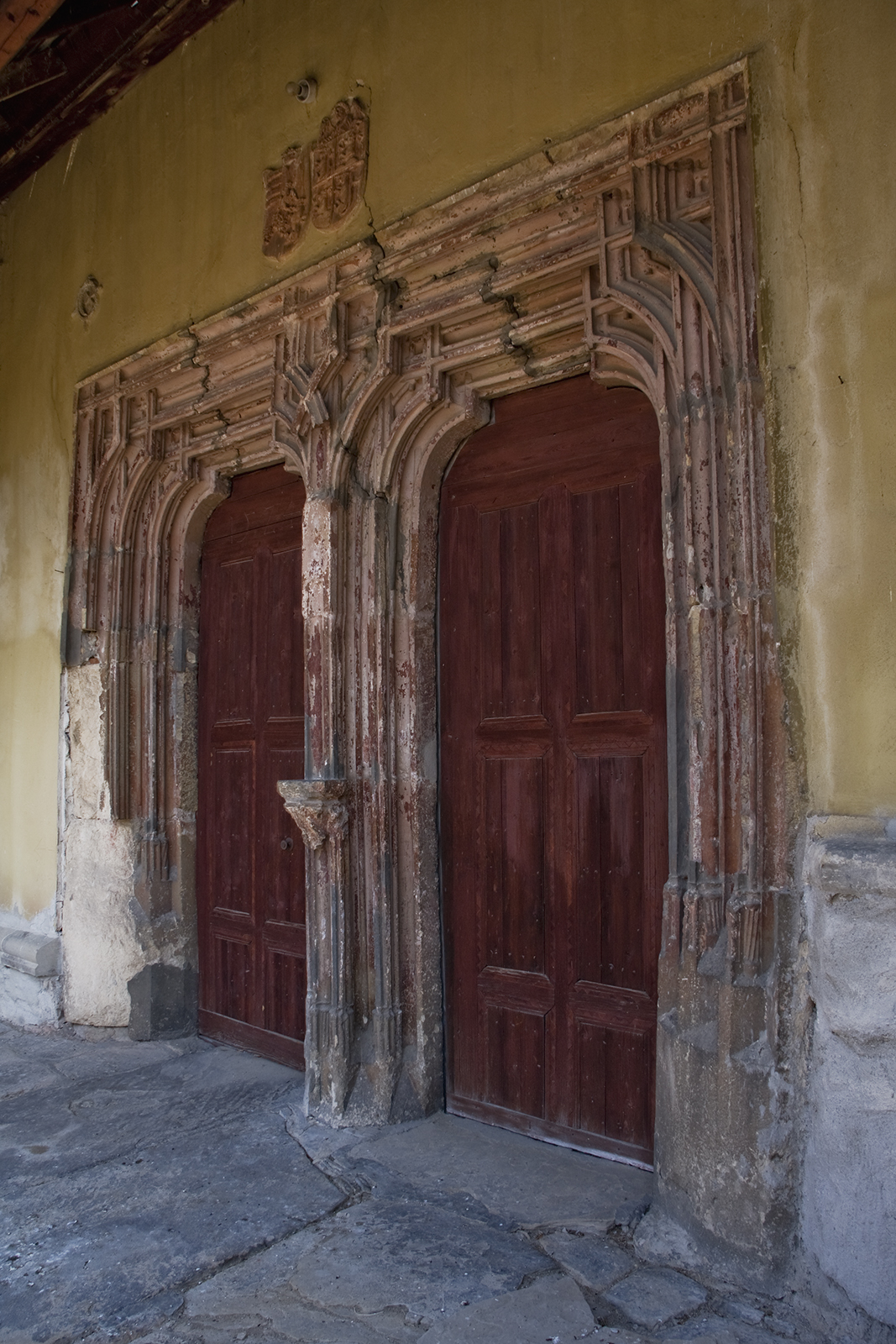
Portal con puerta doble occidental.
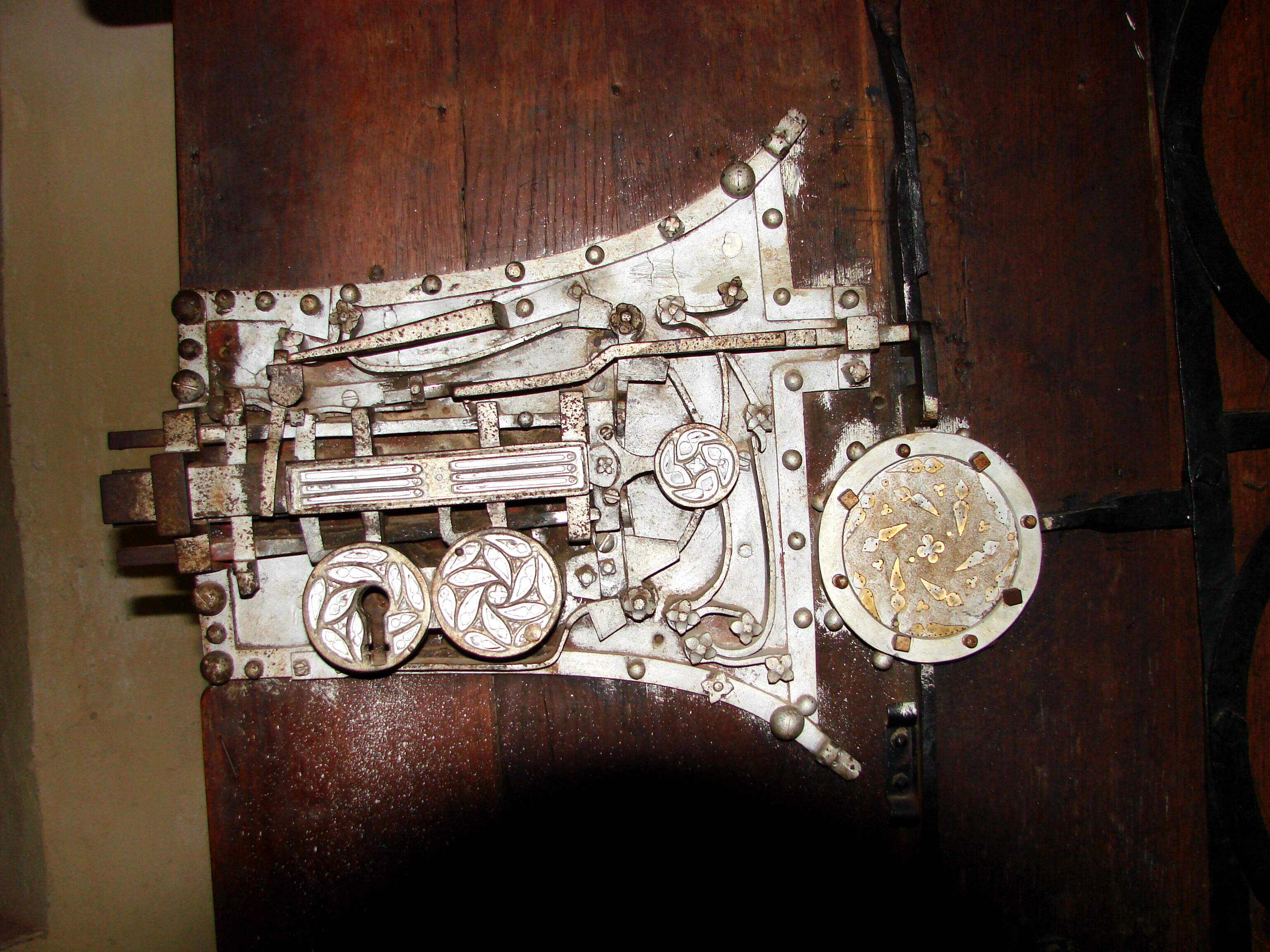
Cerradura de la sacristía.
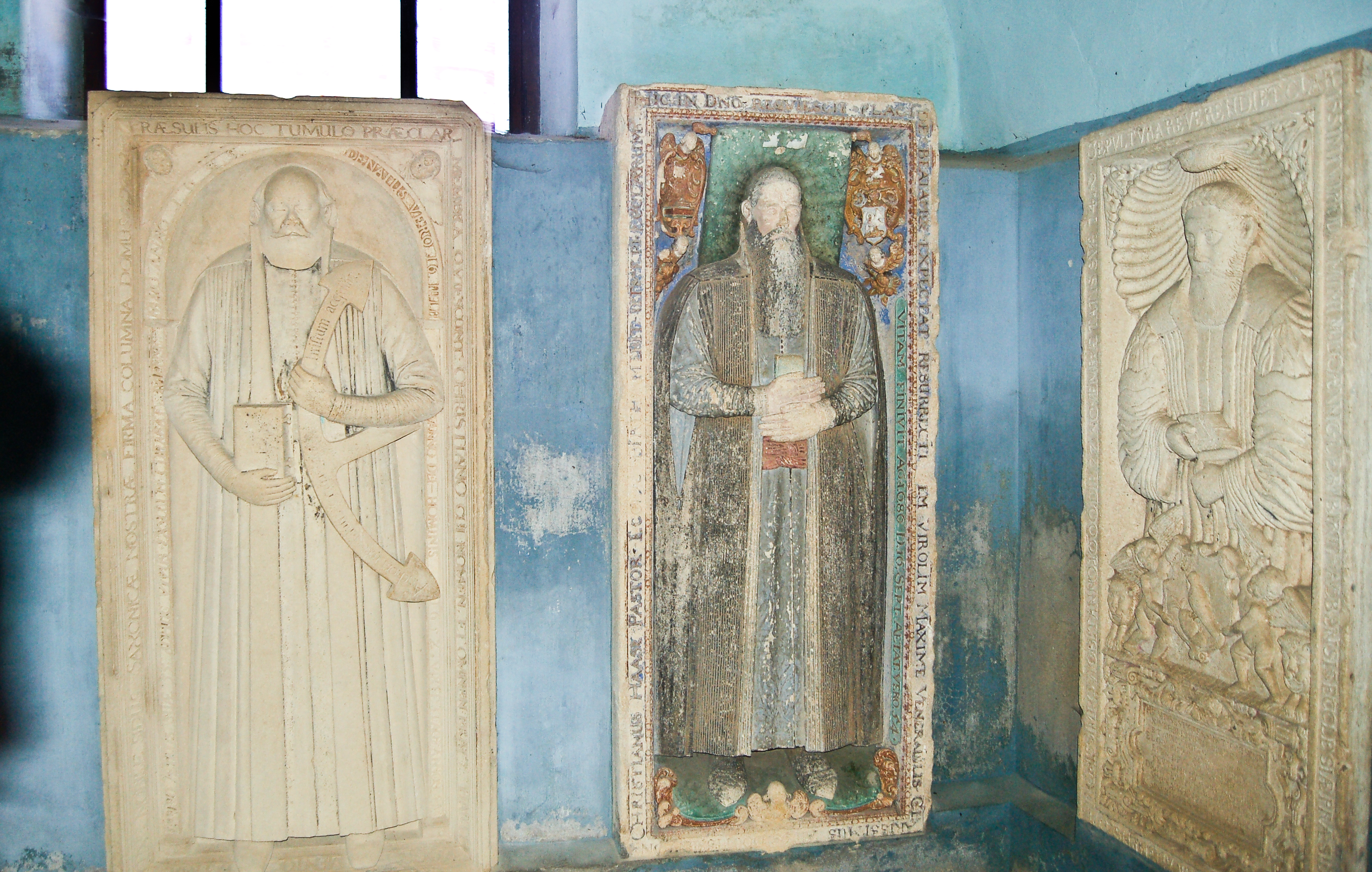
Lápidas de Biertan.
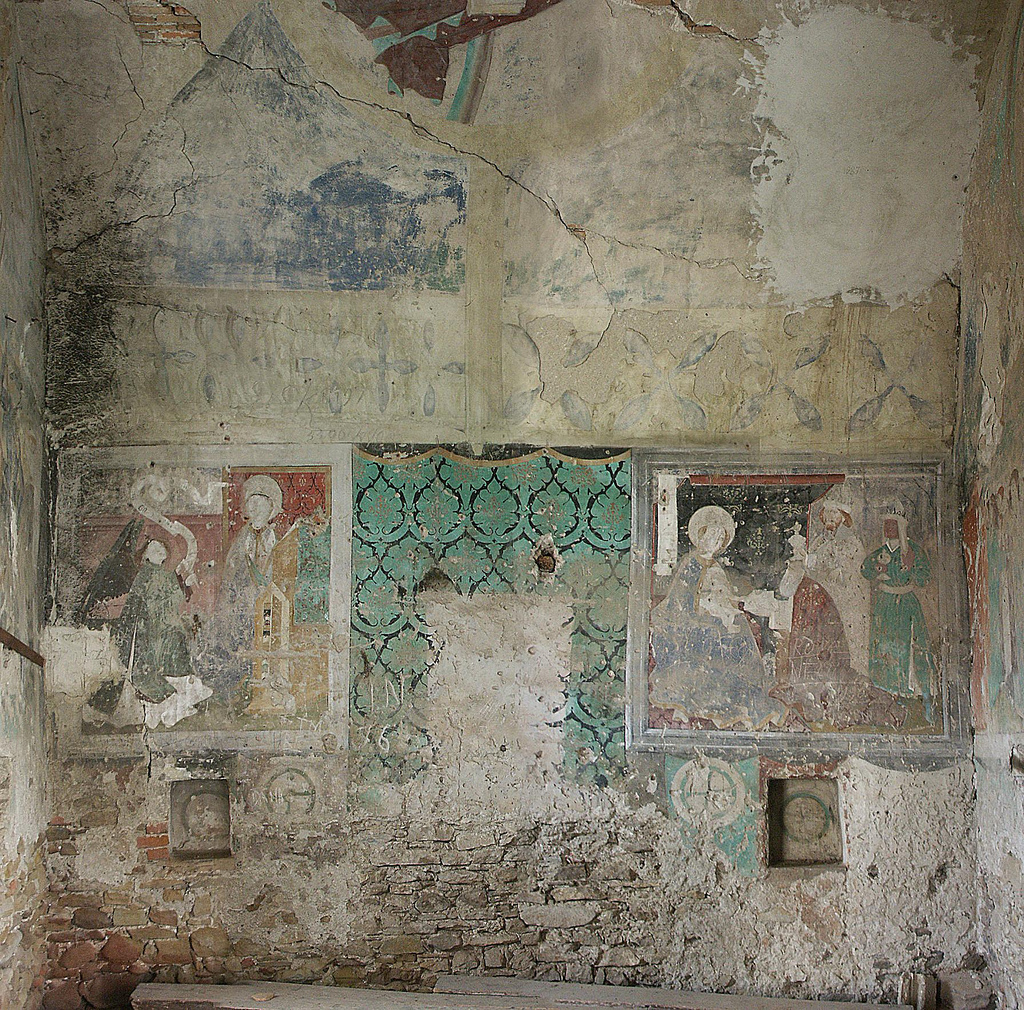
Frescos de la torre católica
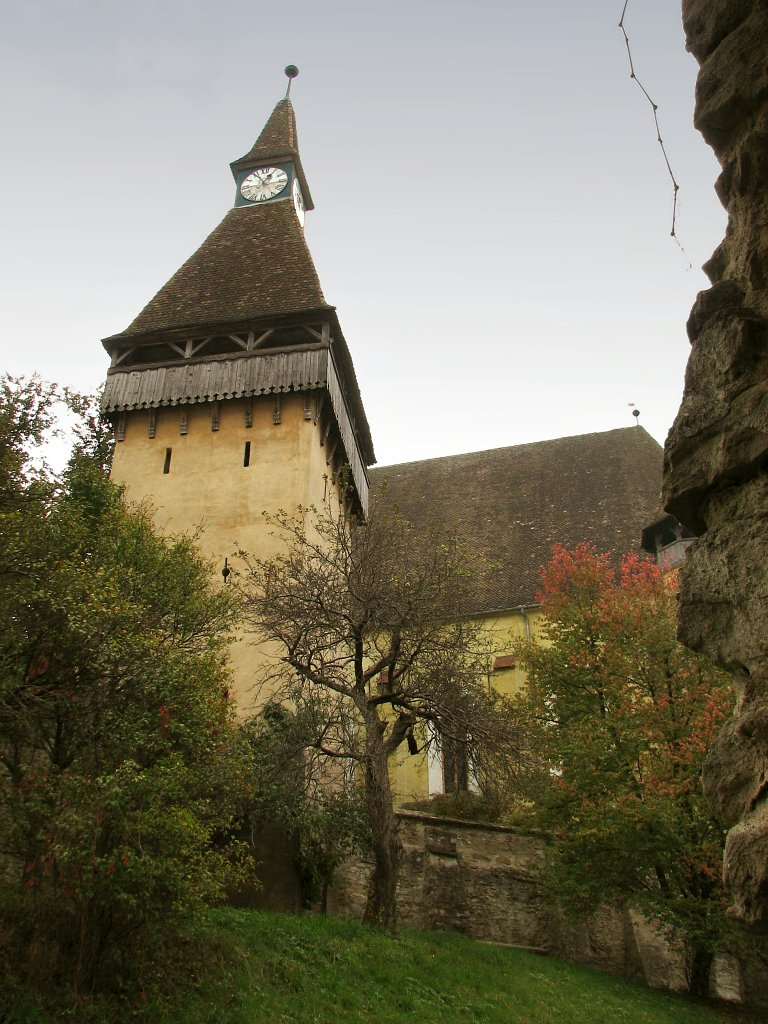
Torre de las Horas.
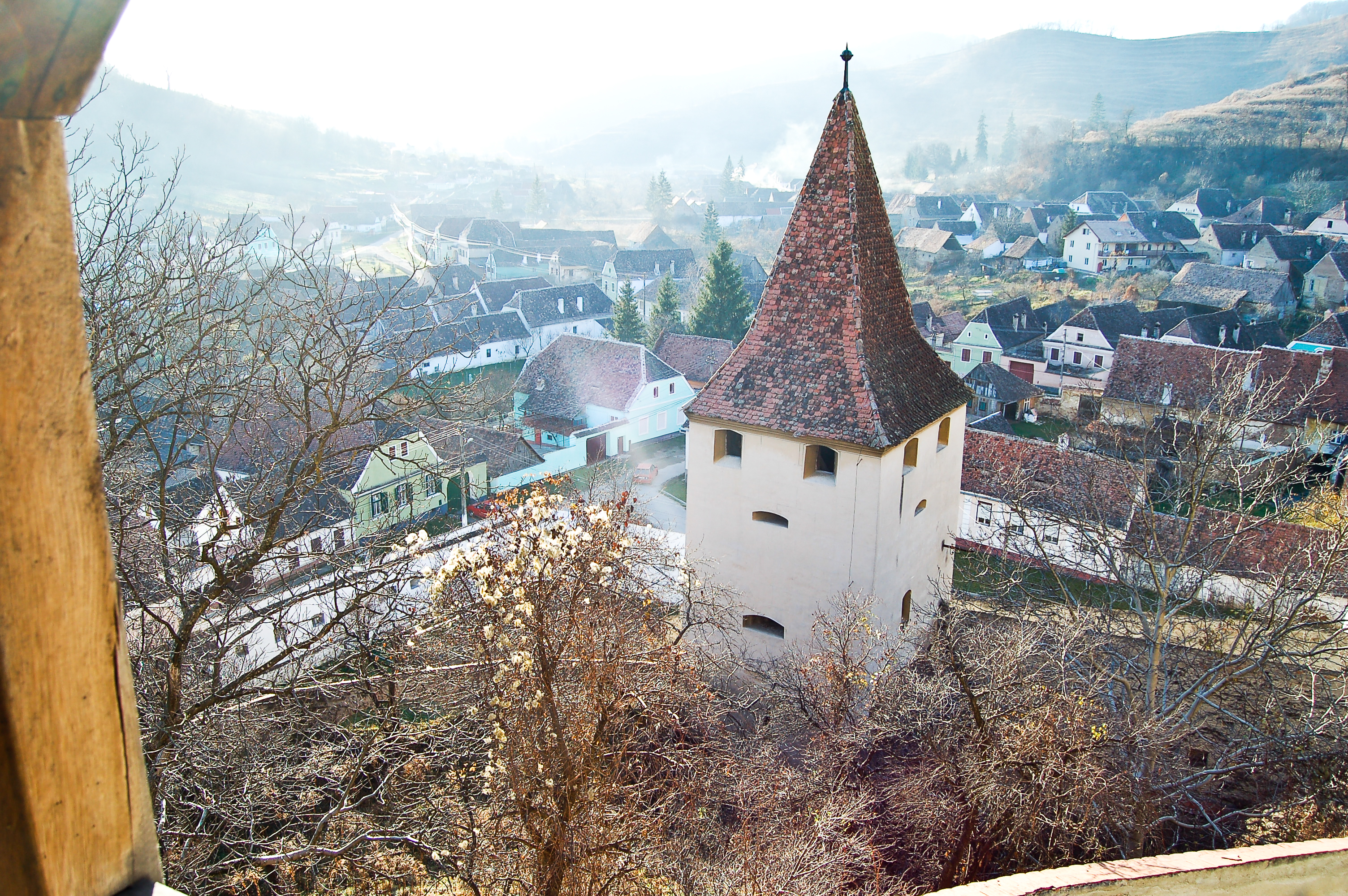
El pueblo y la torre de la Puerta.
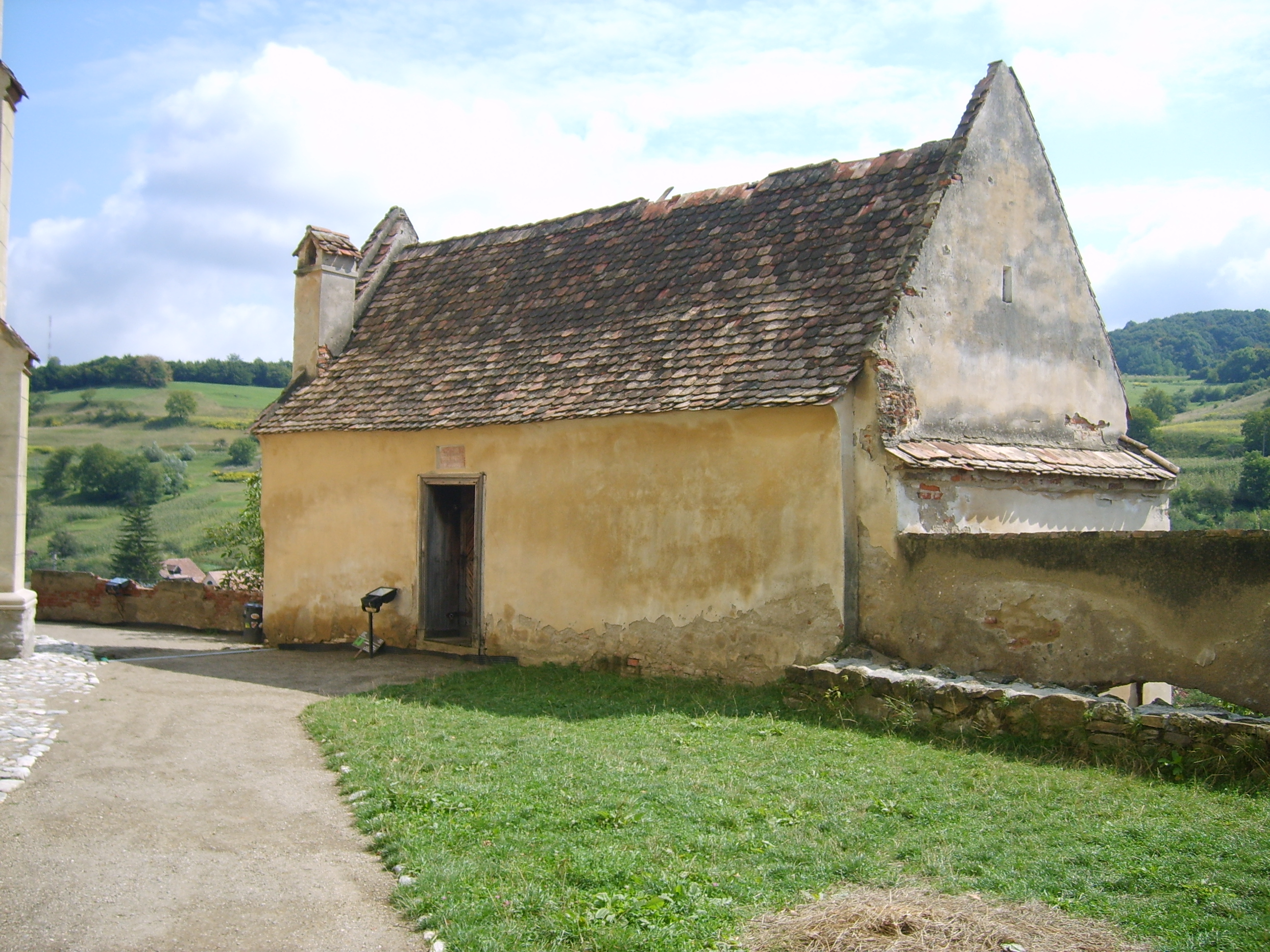
«Casa del divorcio».
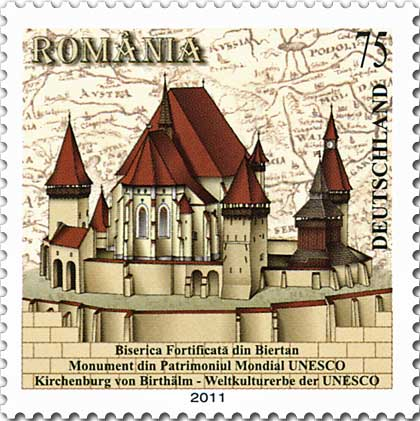
Sello conmemorativo de correos del nombramiento como Patrimonio de la Humanidad de la UNESCO.